# Paralelo 9 norte
El paralelo 9 Norte es un paralelo que está 9 grados al norte del plano ecuatorial de la Tierra.
Comenzando en el meridiano de Greenwich en la dirección este, el paralelo 9°N pasa sucesivamente por:
| País, territorio o mar     | Notas                                                                                           |
| -------------------------- | ----------------------------------------------------------------------------------------------- |
| Ghana                      |                                                                                                 |
| Togo                       |                                                                                                 |
| Benín                      |                                                                                                 |
| Nigeria                    |                                                                                                 |
| Camerún                    |                                                                                                 |
| Chad                       |                                                                                                 |
| República Centroafricana   |                                                                                                 |
| Sudán                      |                                                                                                 |
| Etiopía                    |                                                                                                 |
| Somalia                    | Incluyendo a Somalilandia                                                                       |
| Océano Índico              | Mar Arábigo                                                                                     |
| India                      |                                                                                                 |
| Océano Índico              | Golfo de Mannar                                                                                 |
| Sri Lanka                  | Isla Mannar y Ceilán                                                                            |
| Océano Índico              | Bahía de Bengala Pasa al sur de la isla Car Nicobar, India Mar de Andamán                       |
| Tailandia                  |                                                                                                 |
| Golfo de Tailandia         |                                                                                                 |
| Vietnam                    |                                                                                                 |
| Mar de la China Meridional | Pasa en las disputadas Islas Spratly                                                            |
| Filipinas                  | Isla Palawan                                                                                    |
| Mar de Sulu                |                                                                                                 |
| Mar de Bohol               |                                                                                                 |
| Filipinas                  | Isla Mindanao                                                                                   |
| Océano Pacífico            | Pasa al norte del Atolón Namonuito, Micronesia                                                  |
| Islas Marshall             | Pasa por el Atolón Ujae y por Kwajalein                                                         |
| Océano Pacífico            | Pasa al sur del Atolón Erikub, Islas Marshall Pasa al norte del Atolón Maloelap, Islas Marshall |
| Costa Rica                 |                                                                                                 |
| Panamá                     |                                                                                                 |
| Mar de las Caraíbas        |                                                                                                 |
| Panamá                     |                                                                                                 |
| Océano Pacífico            | Golfo de Panamá                                                                                 |
| Panamá                     |                                                                                                 |
| Mar de las Caraíbas        | Golfo de Darién                                                                                 |
| Colombia                   |                                                                                                 |
| Venezuela                  |                                                                                                 |
| Océano Atlántico           |                                                                                                 |
| Sierra Leona               |                                                                                                 |
| Guinea                     |                                                                                                 |
| Costa de Marfil            |                                                                                                 |
| Ghana                      |                                                                                                 |